# اولگا پرئوبراژنسکایا (کارگردان)
اولگا پرئوبراژنسکایا (روسی: Ольга Ивановна Преображенская؛ ۲۴ ژوئیهٔ ۱۸۸۱ – ۳۰ اکتبر ۱۹۷۱) یک کارگردان، و هنرپیشه اهل اتحاد جماهیر شوروی سوسیالیستی بود. وی بین سال‌های ۱۹۱۳ تا ۱۹۶۱ میلادی فعالیت می‌کرد.